# Hydriomena shibuyae
Hydriomena shibuyae är en fjärilsart som beskrevs av Matsumura 1925. Hydriomena shibuyae ingår i släktet Hydriomena och familjen mätare. Inga underarter finns listade i Catalogue of Life.